# Maxwell (Iowa)
Maxwell è un comune degli Stati Uniti d'America, situato nello Stato dell'Iowa, nella contea di Story.